# Vrba (Dobrna, Slovenija)
Vrba je naselje u slovenskoj Općini Dobrni. Vrba se nalazi u pokrajini Štajerskoj i statističkoj regiji Savinjskoj. 

## Stanovništvo
Prema popisu stanovništva iz 2002. godine naselje je imalo 122 stanovnika.